# Cosmos TV
Cosmos TV a fost un post de televiziune din România, lansat pe 29 ianuarie 2007 de către Corneliu Vadim Tudor.
În ianuarie 2009, proprietarul grupului Spring Time, Mohammad Murad, a cumpărat 90% din acțiunile Cosmos TV. A fost un canal de interes general. A emis programe din diverse genuri. S-a închis la data de 28 octombrie 2010.